# الدوري الإيطالي 1930–31
الدوري الإيطالي الدرجة الأولى 1930–31 (بالإيطالية: Serie A 1930-1931)‏ هو موسم من الدوري الإيطالي الدرجة الأولى. أقيم خلال الفترة 28 سبتمبر 1930 وحتى 28 يونيو 1931، وفاز فيه يوفنتوس.